# Itoplectis melanospila
Itoplectis melanospila är en stekelart som först beskrevs av Cameron 1906.  Itoplectis melanospila ingår i släktet Itoplectis och familjen brokparasitsteklar. Inga underarter finns listade i Catalogue of Life.